# Hellebarde

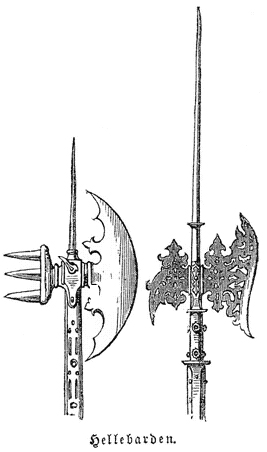
Hellebarden

Die Hellebarde oder auch Helmbarte ist eine Mischform von Hieb- und Stichwaffe, die die Mannstoppwirkung eines Spießes mit der panzerbrechenden Wirkung der Axt kombinierte. Sie gehört zu den Stangenwaffen des Fußvolks und wurde vorwiegend vom 14. bis zum 16. Jahrhundert verwendet.

## Wortherkunft
Der Vorläufer dieser Waffe hieß im Deutschen Rossschinder. Aus diesem entstanden zwei neue Waffen: die Glefe und die Helmbarte.
Der ursprüngliche Name Helmbarte ist eine Zusammensetzung von mittelhochdeutsch halm, helm für „Stiel“ und barte für „Beil, Streitaxt“, bedeutet also eigentlich „Beil mit (langem) Stiel“. Neben Helmbarte entstanden die Varianten Halmbarte und Halbarte sowie im 16. Jahrhundert Hellebarde. Unter Militärhistorikern sind die Bezeichnungen Helmbarte, Halmbarte und Halbarte für Stangenwaffen gebräuchlich, die von etwa 1470 bis 1530 vor allem von Schweizern und deutschen Landsknechten als Kriegswaffen verwendet wurden. Der Begriff Hellebarde bezieht sich dann auf die weniger massiv konstruierten, oft reich verzierten Ordonnanzwaffen u. a. der Palastgarden.
Die deutsche Bezeichnung ging als Lehnwort in andere Sprachen ein: beispielsweise in das Französische als hallebarde, in das Englische als halberd, in das Italienische als allabarda, in das Spanische und Portugiesische als alabarda oder in das Polnische als halabarda.

## Geschichte

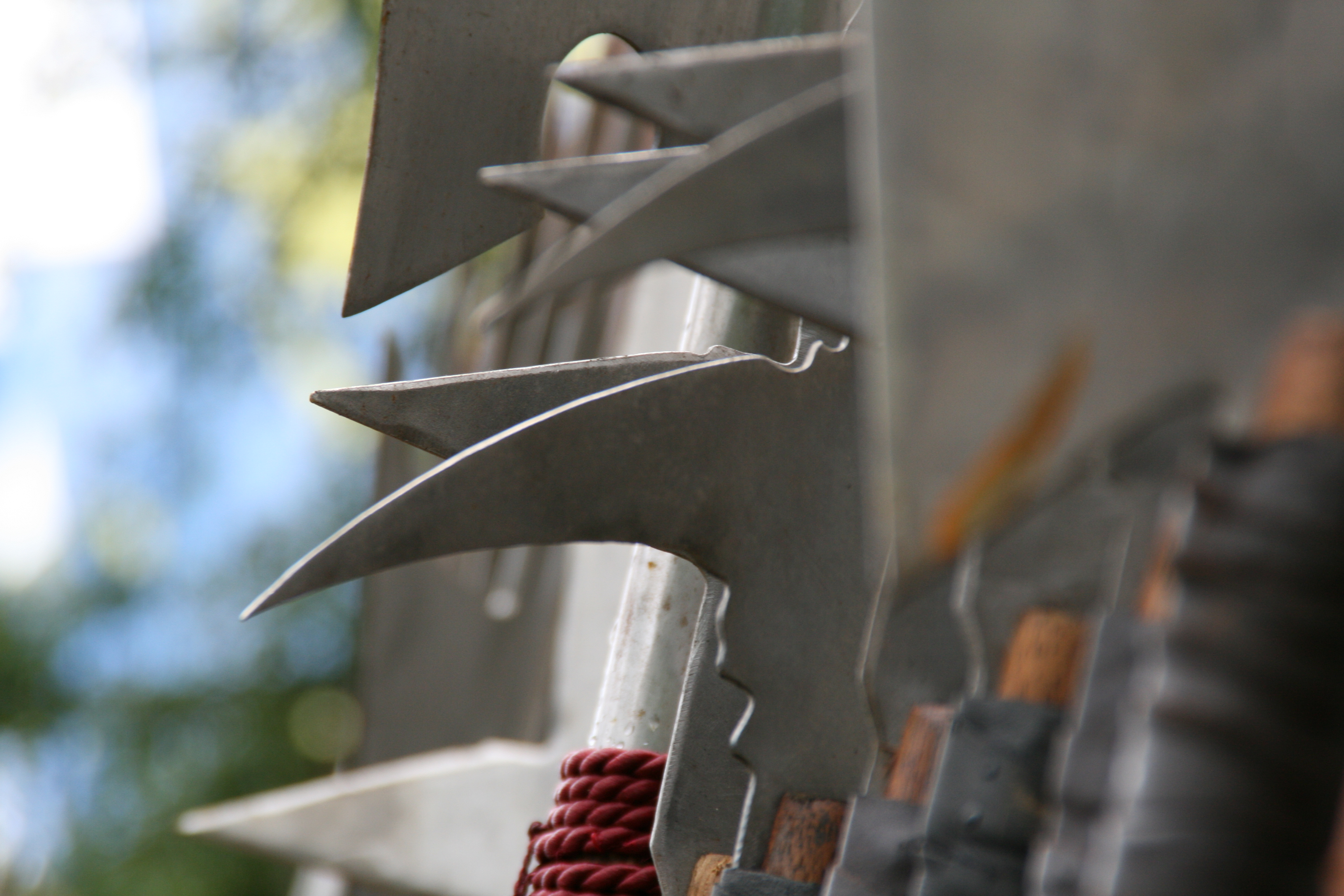
Detailaufnahme

Ein Vorläufer der Hellebarde namens Ge wurde bereits von der bronzezeitlichen chinesischen Shang-Dynastie verwendet, ebenso wie im Mittelalter für kriegerische Zwecke. Die heutigen Formen der Hellebarden entstanden im 13. Jahrhundert auf dem Gebiet der heutigen Schweiz aus einer Verbindung des militärisch eingesetzten Speers und einem sichelähnlichen Werkzeug für die Arbeit auf dem Acker; Haumesser ist eine passende Bezeichnung. Dieses Werkzeug sieht heute noch so aus wie vor 800 Jahren. Montierte man dieses Werkzeug auf einen Schaft, so erhielt man eine Waffe, die im Frühmittelalter als Stangenbeil oder auch Breschenmesser bekannt war. Diese war zwar nicht bloß ein Gartenmesser an einem langen Stecken, als um ca. 1300 eine Verbindung mit dem Speer aufkam, bisher kann jedoch der Ursprung nicht zweifelsfrei geklärt werden. Einige Spuren lenken die Aufmerksamkeit auf das Elsass, wo laut dem Chronisten Riderius die Straßburger um 1260 solche Waffen hergestellt hätten.

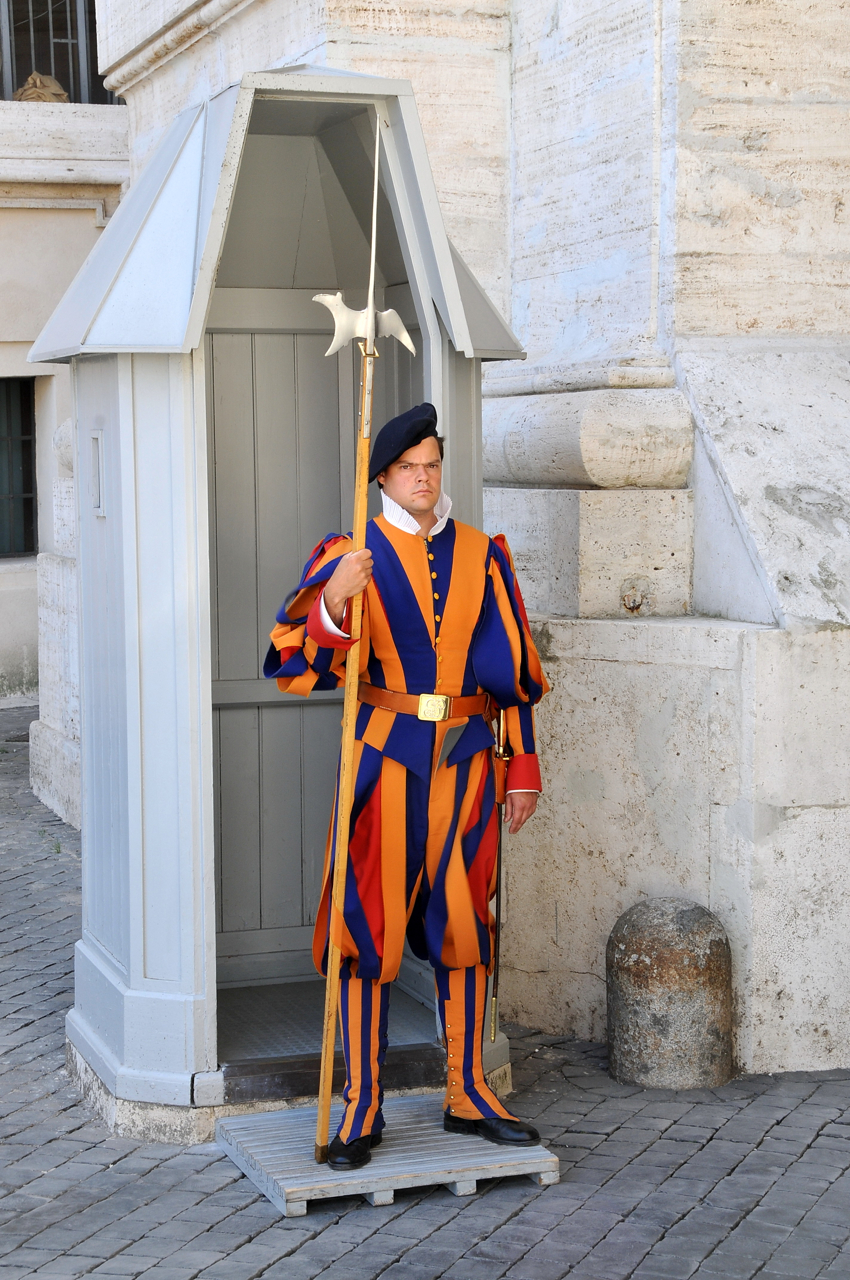
Schweizergardist mit Hellebarde

Die Hellebarde erreichte um 1470 den Höhepunkt ihrer Effizienz. Besonders effizient wurde sie im Masseneinsatz des Fußvolks durch Schweizer und Hussiten eingesetzt. Im 16. Jahrhundert war sie in der Bewaffnung deutscher Städte weit verbreitet („Nachtwächterspieß“). In dieser Zeit entwickelte sich die Schlagpartie zurück, während gleichzeitig die Spitze verlängert wurde. Dieser technische Innovationsprozess machte eine eigene Fechttechnik für Hellebarden möglich. Vom frühen 14. Jahrhundert brachen Schrift- und Bildquellen nicht mehr ab, wodurch ein kontinuierlicher Entwicklungsablauf nachgezeichnet werden kann. In den Zeughausbeständen finden sich Original-Hellebarden in größerer Stückzahl wieder.
Im 16. Jahrhundert wurde die Rüstung wegen des zunehmenden Einsatzes von Schusswaffen zurückgedrängt. Der Einsatz der Hellebarde als Stichwaffe mit verlängerter, vorderer Klinge überwog, bis sie schließlich durch die Pike verdrängt wurde. Dennoch war die Hellebarde eine der zentralen Waffen der Haufen des Deutschen Bauernkrieges und verbundener Aufstände.
Nach 1525 wurde sie sehr schnell zu einer mehr dekorativen als effektiven Ordonnanzwaffe herabgesetzt. Die Hellebarden der Zeit von Elizabeth I. waren kunstvoll gearbeitet, aber zum Kampf zu unhandlich. Tatsächlich trugen sie nur noch zur repräsentativen Erscheinung der Gardisten bei.
Bis ins 18. Jahrhundert wurde eine als Kurzgewehr bezeichnete kürzere Hellebarde von Unteroffizieren der Infanterie getragen.
Noch heute heißen die Angehörigen des untersten Dienstgrades der Schweizergarde „Hellebardiere“ und tragen Hellebarden als Zeremonialwaffen.

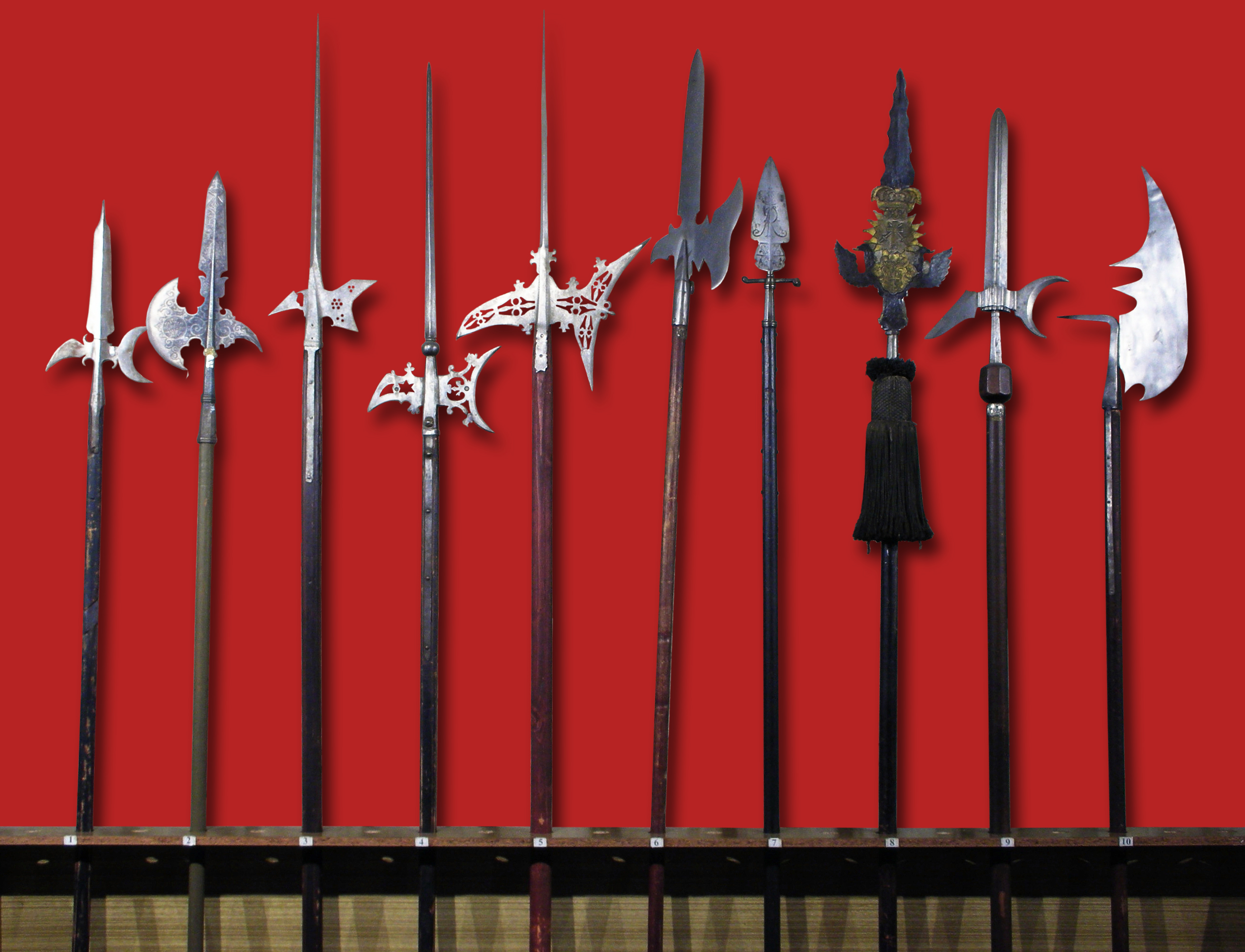
Hellebarden (das dritte und vierte von rechts im Bild sind sog. Spontons)

## Aufbau
Die Hellebarde hat eine breite („Beil“, „Barte“) und eine kurze Klinge („Haken“) und am Ende eine spitz gearbeitete Klinge. Der meist 1½ bis 2 Meter lange hölzerne Schaft (Halm, Helm) besaß oft einen mehreckigen Querschnitt oder Lederwicklungen, um beim Hieb das Wegdrehen der Waffe in der Hand zu vermeiden. Der Übergangsbereich zwischen Klinge und Schaft wurde seitlich mit Schaftfedern aus Metall verstärkt.

## Einsatz
Eine Hellebarde eignete sich im Kampf gleichermaßen zum Schlagen, Stechen und Reißen. Vorteilhaft dabei war, dass sich bei einem verfehlten oder abgewehrten Stich der Haken und das Beil hinter der gegnerischen Parade befanden und so von hinten in den Hals, den Rücken oder in die Beine gestochen werden konnten. Sollte dies nicht gelingen, konnte der Gegner durch die Reißbewegung eventuell aus dem Gleichgewicht gebracht und die Spitze für einen erneuten Angriff wieder vor dem Gegner positioniert werden.
Der Haken wurde außerdem genutzt, um Reiter vom Pferd zu ziehen. Beil oder Haken konnten dann zum Durchschlagen der Rüstung dienen. Besonders geeignet waren die meist scharfkantigen Rückseiten von Beilklinge und Haken, um die verletzlichen und kaum durch Rüstungsteile zu schützenden Beinsehnen der Pferde zu attackieren. Die Spitze konnte ähnlich wie der Spieß in geschlossenen Formationen oder im Einzelkampf eingesetzt werden.
Der Schlagdorn oder auch Rabenschnabel der Hellebarde (hinter dem Beil) konnte genutzt werden, um Gegnern den Helm und/oder den Schädel einzuschlagen, und wirkte wegen der enormen Hebelwirkung panzerbrechend.

## Auswahl verschiedener hellebardenartiger Stangenwaffen
- Bardiche
- Brandestoc
- Glefe
- Partisane
- Säbelhelmbarte
- Stabdolch

Nicht zu den hellebardenartigen zu rechnen sind Blankwaffen mit kurzem Schaft, wie Äxte, Streitkolben oder Morgensterne.